# Hang On to Your Love
Singles de Sade
Smooth Operator
(1984) The Sweetest Taboo
(1985)
Clip vidéo
[vidéo] « Sade - Hang On To Your Love », sur YouTube
Hang On to Your Love (reste fidèle à ton amour, en anglais) est une chanson du groupe britannique Sade, enregistré en single, extrait de leur premier album Diamond Life de 1984, (vendu à plus de 10 millions d'exemplaires dans le monde). Un des premiers et nombreux tubes de leur répertoire.  

## Histoire
Sade Adu et son guitariste-saxophoniste Stuart Matthewman composent et écrivent cette chanson sur le thème des conséquences néfastes des jeux d'argent (jeu pathologique, dépendance comportementale, surendettement, ruine, divorce...) et de l'importance de s'accrocher à l'amour de son couple, même dans les moments difficiles « Au nom du ciel, pourquoi joues-tu à ces jeux ? accroche-toi à ton amour. Prends ton temps si tu n'as pas de chance. Il est si facile de perdre son amour... ». 
Le titre est enregistré au studio Power Plant Studios de Londres, en même temps que l'album Diamond Life. La chanson sort avec succès en tant que premier single de l'album aux États-Unis en novembre 1984. Au Royaume-Uni et en Europe, Hang On to Your Love est le quatrième et dernier single extrait de Diamond Life, sorti le 8 décembre 1984. Le groupe reçoit le prix de la « Révélation de l'année » aux Grammy Awards de 1984. 

## Clip
Le clip est réalisé par Brian Ward, avec le groupe Sade qui se produit sur la scène d'un casino, où un joueur marié, endetté et menacé par ses créanciers, joue son ultime chance en misant une plaque de 50 000 sur le 32 à la roulette française, et perd (la bille s'arrête sur le 13). Ruiné et désespéré, il tente de s'enfuir du casino et de fuir ses créanciers.    

## Accueil critique
Frank Guan du magazine Vulture commente : « C'est avec cette chanson que Sade s'est présentée pour la première fois au public américain : propulsée par une ligne de basse lourde et entraînante et par certaines des meilleures paroles de Sade centrées sur le conseil Hang On [to Your Love] (« Accrochez-vous [à votre amour] »), elle a assuré que ses fans américains allaient justement faire cela ».

## Reprise
Le titre est réédité sur l'album compilation The Ultimate Collection de Sade de 2011.

## Liste des titres
| A. | Hang On to Your Love (Edit) | Adu, Matthewman | 3:58 |
| B. | Should I Love You           | Adu, Matthewman | 3:50 |

| A. | Hang On to Your Love | Adu, Matthewman               | 4:19 |
| B. | Cherry Pie           | Hale, Denman, Adu, Matthewman | 4:25 |

| A1. | Hang On to Your Love (U.S. Remix) | Adu, Matthewman, remix : Michael Brauer | 6:01 |
| A2. | Should I Love You                 | Adu, Matthewman                         | 3:50 |
| B.  | Why Can't We Live Together        | Timmy Thomas                            | 5:28 |

## Classements
| Classement (1984–85)                     | Meilleure position |
| ---------------------------------------- | ------------------ |
| Australie (Kent Music Report)            | 68                 |
| États-Unis (Bubbling Under Hot 100)      | 102                |
| États-Unis (Hot Dance/Disco Club Play)   | 5                  |
| États-Unis (Dance Singles Sales)         | 6                  |
| États-Unis (Hot Black Singles)           | 14                 |
| États-Unis (Cash Box Black Contemporary) | 12                 |
| Nouvelle-Zélande (RMNZ)                  | 20                 |
| Pays-Bas (Nederlandse Top 40)            | 28                 |
| Pays-Bas (Nationale Hitparade)           | 18                 |

| Classement (1985)                      | Position |
| -------------------------------------- | -------- |
| États-Unis (Hot Dance/Disco Club Play) | 13       |